# Élections fédérales suisses de 1899
Les élections fédérales suisses de 1899 se sont déroulées le 29 octobre 1899. Ces élections permettent d'élire au système majoritaire les 147 députés répartis sur 52 arrondissements électoraux eux-mêmes répartis sur les 22 cantons, siégeant au Conseil national (chambre basse), pour une mandature de trois ans.
Le corps électoral composé de citoyens ayant droit de cité élit désormais directement les membres du Conseil des États dans les cantons d'Appenzell Rhodes-Extérieures, de Glaris, de Nidwald et d'Obwald et d'Uri et pour la première fois dans le canton d'Appenzell Rhodes-Intérieures (à travers la Landsgemeinde), et à l'urne dans les cantons de Bâle-Campagne, de Bâle-Ville, de Genève, des Grisons, de Soleure, du Tessin, de Thurgovie, de Zoug et de Zurich et pour la première fois dans le canton de Schwytz. Dans les 6 autres cantons, les élections au Conseil des États sont quant à elles toujours non régulées et certains cantons ont renouvelé leurs Sénateurs parfois plusieurs fois sur les trois années écoulées. Dans ces 6 autres cantons, les Conseillers aux États continuent d'être élus, nommés ou désignés par les Grands Conseils, et ce à des dates variables. 
Peu de changement découle de cette élection. D'une part, le système majoritaire ne laisse qu'une faible marge de manœuvre pour les petits partis et d'autre part, il y avait une volonté d'éviter les différends politiques entre catholiques et protestants afin d'apaiser le climat. Toutefois, bien qu'une amélioration de l'économie s'était fait ressentir au niveau national, dans le canton de Zurich, la Société du Grütli venait de fusionner avec les socialistes zurichois, d'où le gain d'un siège pour le PS dans ce canton.
Pour ces élections depuis 1848, le Parti radical-démocratique (centre-gauche), remporte pour la dix-huitième fois consécutive le scrutin fédéral avec 84 sièges (-2) et 49,7 % des voix (+1 %). Ce sont à nouveau les vainqueurs incontestables de ces élections, en remportant tant le vote populaire que le nombre de sièges, et conservent ainsi la majorité absolue gagnée en 1881. Le Parti socialiste suisse obtient quant à lui 4 sièges (+3) mais avec 9,6 % des voix (+2,8 %), il dépasse en nombre de voix le Parti démocratique n'ayant récolté que 4,9 % (-0,5 %) du vote populaire.
Ces élections ont débouché sur la 18e Législature qui s'est réunie pour la première fois le 4 décembre 1899.
Sur les 737 696 hommes âgés de 20 et plus et ayant droit de cité, 401 750 d'entre eux prirent part à ce scrutin, ce qui représente un taux de participation de 54,5% (-1,4 %).
Le taux de participation le plus élevé est dans le canton de Schaffhouse où le vote obligatoire fait déplacer 86,4 % du corps électoral (-2,9 %). À l'inverse, dans le canton d'Obwald, seulement 21,3 % du corps électoral prend part au vote.

## Législature 1899 -1902
Les liens (et couleurs) renvoient sur les partis héritiers actuels.
|  | Formations («Partis»)      | Sigles | Tendances politiques            | Sièges au CN | Sièges au CE † |
|  | -------------------------- | ------ | ------------------------------- | ------------ | -------------- |
|  | Parti radical-démocratique | PRD    | radical, centre-gauche          | 84           | 22             |
|  | Parti populaire catholique | PPC    | conservateur catholique, droite | 32           | 16             |
|  | Libéraux Modérés           | LM     | libéral, centre                 | 20           | 1              |
|  | Parti démocratique         | DEM    | progressiste, gauche            | 7            | 1              |
|  | Parti socialiste           | PSS    | socialiste                      | 4            | -              |
|  | Vacant                     | -      | n/a                             | -            | 4              |

† Les élections au CE étant du ressort des cantons, les chiffres ne reflètent que les apparentements lors de la première journée de la Législature.

## Résultats au Conseil national dans les cantons
| Canton             | Total | Parti socialiste | Parti démocratique | Parti radical-démocratique | Libéraux Modérés | Parti populaire catholique |
| ------------------ | ----- | ---------------- | ------------------ | -------------------------- | ---------------- | -------------------------- |
| Zurich             | 17    | 1 (+1)           | 2                  | 8 (-9)                     | 6                | -                          |
| Berne              | 27    | -                | -                  | 24 (-1)                    | 2 (+2)           | 1 (-1)                     |
| Lucerne            | 7     | -                | -                  | 2                          | -                | 5                          |
| Uri                | 1     | -                | -                  | -                          | -                | 1                          |
| Schwytz            | 3     | -                | -                  | -                          | -                | 3                          |
| Nidwald            | 1     | -                | -                  | -                          | -                | 1                          |
| Obwald             | 1     | -                | -                  | -                          | -                | 1                          |
| Glaris             | 2     | -                | 1                  | 1                          | -                | -                          |
| Zoug               | 1     | -                | -                  | 1                          | -                | -                          |
| Fribourg           | 6     | -                | -                  | 1                          | -                | 5                          |
| Soleure            | 4     | -                | -                  | 3                          | -                | 1                          |
| Bâle Campagne      | 3     | 1 (+1)           | 0 (-1)             | 2                          | -                | -                          |
| Bâle-Ville         | 4     | 1                | -                  | 1 (-1)                     | 2 (+1)           | -                          |
| Schaffhouse        | 2     | -                | -                  | 2                          | -                | -                          |
| Rhodes-Extérieures | 3     | -                | -                  | 3                          | -                | -                          |
| Rhodes-Intérieures | 1     | -                | -                  | -                          | 1                | -                          |
| Saint Gall         | 11    | -                | 2                  | 3                          | 0 (-1)           | 6 (+1)                     |
| Grisons            | 5     | -                | 1                  | 1 (+1)                     | 2 (-1)           | 1                          |
| Argovie            | 10    | -                | -                  | 7                          | 2                | 1                          |
| Thurgovie          | 5     | -                | 1 (+1)             | 4 (+2)                     | 0 (-3)           | -                          |
| Tessin             | 6     | -                | -                  | 4 (-2)                     | -                | 2 (+2)                     |
| Vaud               | 12    | -                | -                  | 9                          | 3                | -                          |
| Valais             | 5     | -                | -                  | 1                          | -                | 4                          |
| Neuchâtel          | 5     | -                | -                  | 4                          | 1                | -                          |
| Genève             | 5     | 1 (+1)           | -                  | 3                          | 1 (-1)           | -                          |
|                    | 147   | 4 (+3)           | 7 (±)              | 84 (-2)                    | 20 (-3)          | 32 (+2)                    |

## Élections complémentaires jusqu'en 1902
Les élections ayant lieu selon le système majoritaire, des élections complémentaires doivent être organisées à chaque fois qu'un siège est vacant. Dix-sept élections complémentaires ont eu lieu pendant cette législature.
| Arrondissement /canton | Remplacement pour      | Date       | Électeurs inscrits | Votants   | Participation | Élus et non élus                          | Parti   | Voix          | %             |
| ---------------------- | ---------------------- | ---------- | ------------------ | --------- | ------------- | ----------------------------------------- | ------- | ------------- | ------------- |
| N°1 (ZH)               | Konrad Cramer          | 28.01.1900 | 39 352             | 23 671    | 60,2 %        | Alfred Frey Herman Greulich               | PRD PSS | 15 207 08 312 | 64,2 % 35,1 % |
| N°3 (ZH)               | Ludwig Forrer          | 04.11.1900 | 22 916             | 14 651    | 63,9 %        | Eduard Sulzer Samuel Werner               | PRD PSS | 09 241 05 311 | 63,1 % 36,3 % |
| N°4 (ZH)               | Heinrich Steinemann    | 16.03.1902 | 12 874             | 8 647     | 67,2 %        | Jakob Heinrich Hauser Jakob Schüepp       | DEM PSS | 04 547 03 442 | 52,6 % 39,8 % |
| N°10 (BE)              | Joseph Stockmar        | 22.06.1902 | 10 836             | 03 789    | 35,0 %        | Louis Joliat                              | PRD     | 03 668        | 96,8 %        |
| N°11 (BE)              | Casimir Folletête      | 20.01.1901 | 10 640             | 4 087     | 38,4 %        | Joseph Choquard                           | PPC     | 03 976        | 97,3 %        |
| N°12 (LU)              | Friedrich Degen        | 01.09.1900 | 13 030             | 2 095     | 16,1 %        | Franz Bucher                              | PRD     | 01 956        | 93,4 %        |
| N°21 (FR)              | Henri Schaller         | 21.07.1900 | 9 144              | 2 338     | 25,6 %        | Louis de Diesbach Dossenbach              | LM Ind. | 01 797 00 348 | 76,9 % 14,9 % |
| N°24 (SO)              | Joseph Gisi            | 04.05.1902 | 22 861             | 5 986     | 26,2 %        | Jakob Zimmermann                          | PRD     | 05 761        | 96,2 %        |
| N°25 (BS)              | Eugen Wullschleger     | 24.08.1902 | 18 615             | 6 284     | 33,8 %        | Paul Speiser Otto Zoller                  | LM PRD  | 03 480 02 593 | 56,8 % 42,3 % |
| N°27 (SH)              | Wilhelm Joos           | 02.12.1900 | 8 677              | 7 733     | 89,1 %        | Carl Spahn Emil Frauenfelder              | PRD PRD | 04 276 00 770 | 55,3 % 10,0 % |
| N°33 (SG)              | Johann Georg Berlinger | 04.11.1900 | 11 707             | 8 143     | 69,6 %        | Ernst Wagner                              | PRD     | 07 065        | 86,8 %        |
| N°38 (AG)              | Erwin Kurz             | 10.03.1901 | 11 481             | ca. 8 500 | 74,0 %        | Johann Rudolf Suter Johann Oskar Schibler | PRD PRD | 04 500 03 938 | 52,9 % 46,3 % |
| N°41 (AG)              | Albert Ursprung        | 31.08.1902 | 15 594             | 11 274    | 72,3 %        | Franz Xaver Eggspühler Wilhelm Renold     | PCP PRD | 06 000 05 274 | 53,2 % 46,8 % |
| N°46 (VD)              | Adolphe Jordan         | 08.07.1900 | 21 629             | 11 686    | 54,0 %        | Ernest Rubattel Victor Freymond           | PRD LM  | 07 367 04 256 | 63,0 % 36,6 % |
| N°46 (VD)              | Émile Paillard         | 25.05.1902 | 22 142             | 7 162     | 32,3 %        | Jules Roulet                              | PRD     | 06 886        | 96,2 %        |
| N°47 (VD)              | Adrien Thélin          | 04.03.1900 | 15 207             | 4 401     | 28,9 %        | Henri Thélin                              | PRD     | 04 200        | 95,4 %        |
| N°51 (NE)              | Robert Comtesse        | 11.02.1900 | 28 526             | 3 900     | 13,7 %        | Paul-Ernest Mosimann                      | PRD     | 03 700        | 94,9 %        |
| N°51 (NE)              | Alfred Jeanhenry       | 17.06.1902 | ca. 28 800         | 9 346     | 32,5 %        | David Perret Eugène Borel                 | PRD PRD | 04 700 04 573 | 50,3 % 48,9 % |
| N°52 (GE)              | Gustave Ador           | 16.03.1902 | 24 577             | 4 045     | 16,5 %        | Édouard Odier                             | LM      | 03 937        | 97,3 %        |
| N°52 (GE)              | Georges Favon          | 08.06.1902 | 24 296             | 4 236     | 17,4 %        | Henri Fazy                                | PRD     | 04 188        | 98,9 %        |